# Banja Luka Challenger 2005
Il Banja Luka Challenger 2005 è stato un torneo di tennis facente parte della categoria ATP Challenger Series nell'ambito dell'ATP Challenger Series 2005. Il torneo si è giocato a Banja Luka in Bosnia ed Erzegovina dal 19 al 25 settembre 2005 su campi in terra rossa.

## Vincitori

### Singolare
Vasilīs Mazarakīs ha battuto in finale  Viktor Troicki con il punteggio di 6–2, 6–2.

### Doppio
Flavio Cipolla /  Rainer Eitzinger hanno battuto in finale  Jeroen Masson /  Stefan Wauters con il punteggio di 4–6, 6–3, 6–3.